# Region der 10 Tausender

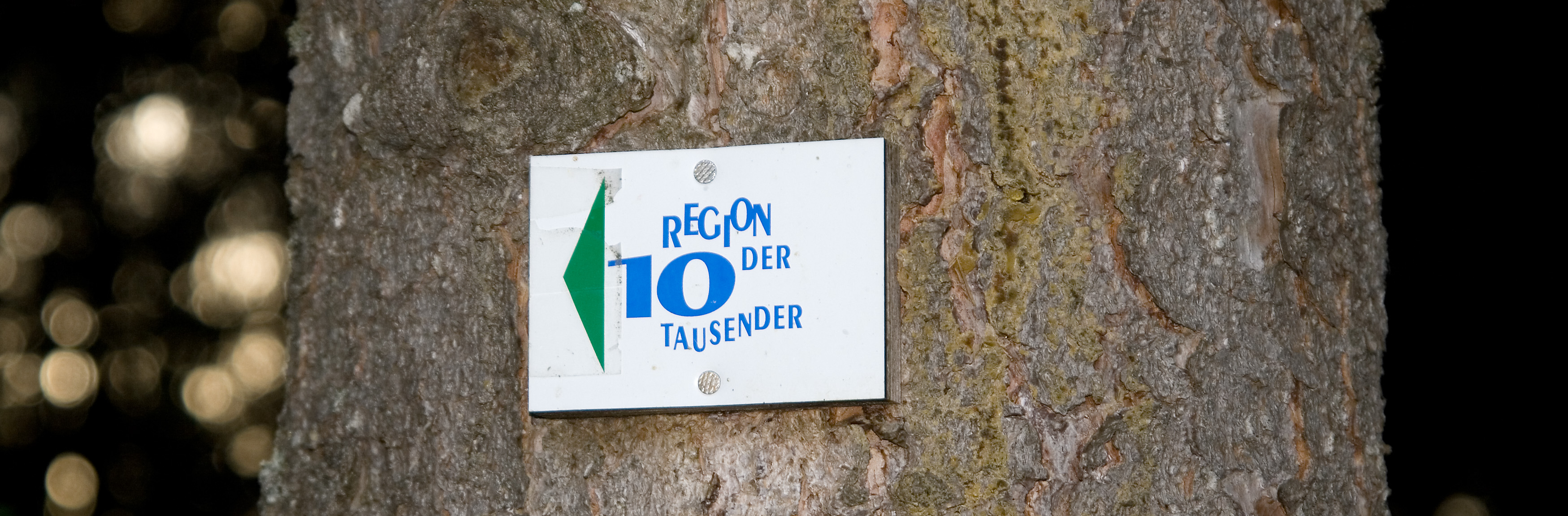
Logo als Wegweiser

Die Region der 10 Tausender ist eine touristisch beworbene Region im Südwesten der Schwäbischen Alb in Baden-Württemberg.
Fast alle der höchsten Albberge (jeder über 1000 m ü. NHN), unter ihnen mit dem Lemberg der höchste (1015,7 m), befinden sich in dieser, mit nur 20 km² relativ kleinen Region rund um Deilingen, Wehingen und Gosheim auf der Südwestalb. Ein durch diese Region führender Wanderweg erschließt einen Teil des Großen Heubergs.

## Entstehung
Der Name „Region der 10 Tausender“ geht zurück auf eine Aktionsgemeinschaft, die von diversen Gastronomiebetrieben und Gemeinden des Heubergs zur Förderung des regionalen Tourismus initiiert wurde. Nachdem sich diese Arbeitsgemeinschaft aufgelöst hat, zeichnet sich seit 2014 der Verein Heuberg aktiv e. V. für den weiteren Erhalt verantwortlich. 

## Wanderweg
Mitte 2019 wurden die Wandertafeln an den zentralen Wanderparkplätzen erneuert, neue Gipfelmarkierungen installiert und Informationen zur Route im Internet bereitgestellt. Die Wegführung entstand in enger Kooperation mit dem Schwäbischen Albverein und den Verantwortlichen des Projektes Naturpark Obere Donau. Inzwischen sind drei Teilstrecken ausgeschildert, die zentral von Wehingen ausgehen und jeweils einen Rundweg mit eigener Charakteristik erschließen. Eine ausführliche Routenbeschreibung ist im Internet und auf Prospekten hinterlegt.
Der Wanderweg durch die Region der zehn Tausender bietet durch Höhe, Fernblicke, geologische Besonderheit und eigenem Klima auf vergleichsweise kleinem Raum eine Vielzahl von Besonderheiten. Der Große Heuberg bildet im Blick auf Fauna und Flora eine alpine Insel weit nördlich des eigentlichen Alpenraums mit einer großen Zahl seltener Arten.

## Die zehn Tausender
Die 10 Tausender sind – sortiert nach Höhe in Meter (m) über Normalhöhennull (NHN):
1. Lemberg (1015,7 m), bei Gosheim, höchster Berg der Schwäbischen Alb (⊙)
2. Oberhohenberg (1009,6 m), bei Schörzingen (⊙)
3. Hochberg (1008,9 m), bei Delkhofen (⊙)
4. Wandbühl (1006,8 m), bei Delkhofen (⊙)
5. Rainen (1006,4 m), bei Deilingen (⊙)
6. Montschenloch (1004,4 m), bei Delkhofen (⊙)
7. Hochwald (1002,6 m), bei Gosheim (⊙)
8. Bol (1002,3 m), bei Deilingen (⊙)
9. Hummelsberg (1002,1 m), bei Denkingen (⊙)
10. Kehlen (1001,3 m), bei Gosheim (⊙)

Nach dem Kriterium der Schartenhöhe wären nur wenige dieser zehn Gipfel eigenständige Berge.
Dabei bilden
- Lemberg, Hochberg, Oberhohenberg
- Hochwald, Kehlen, Hummelsberg
- Wandbühl, Montschenloch, Bol, Rainen

jeweils etwa einheitlich hohe Bergketten, was es für Ortsunkundige schwierig macht, die jeweiligen Gipfel zu identifizieren.
Die beiden anderen um 1000 m hohen Albberge, der 1001,7 m hohe und sehr markante Plettenberg (⊙) bei Dotternhausen und der 1000,1 m hohe Schafberg (⊙) bei Hausen am Tann liegen etwa 8 km nordnordöstlich und werden nicht zu den 10 Tausendern gezählt. Diese beiden Erhebungen werden zu den Balinger Bergen gezählt, die vollständig im Zollernalbkreis liegen.

Die 10 Tausender
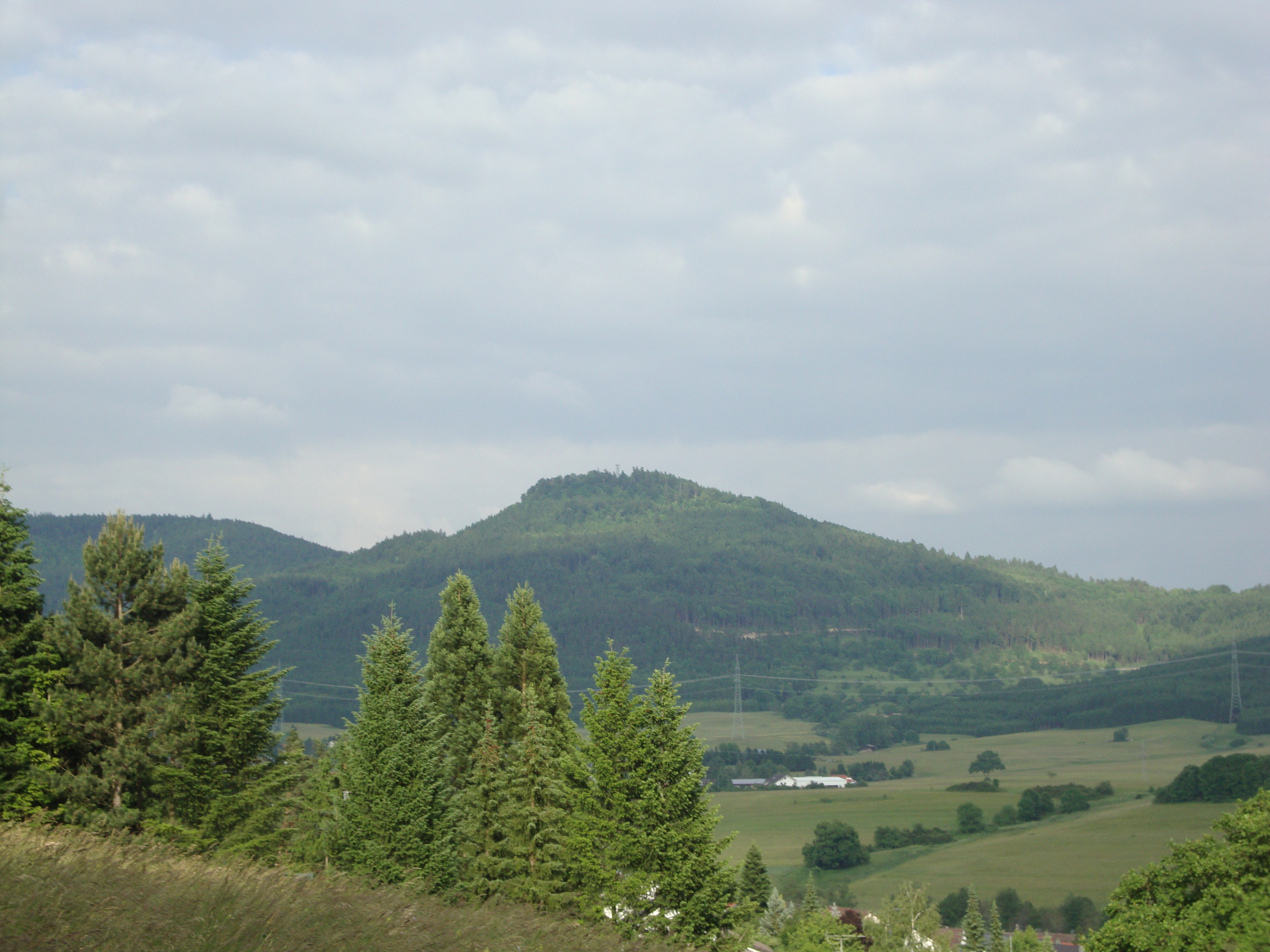
(1.) Der Lemberg  – höchster Berg der Schwäbischen Alb
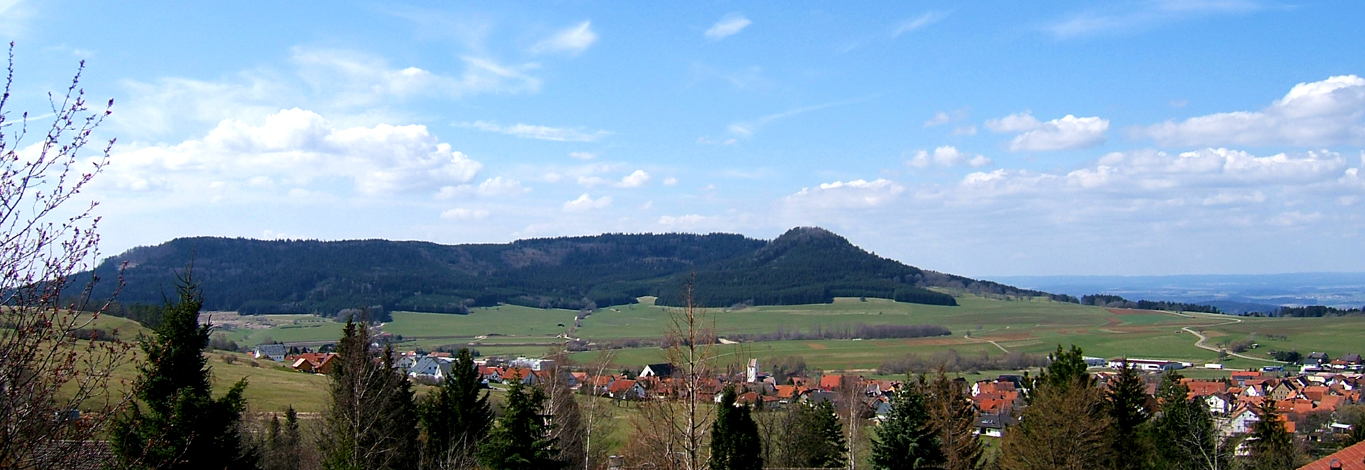
(2.) Oberhohenberg rechts, (3.) Hochberg links
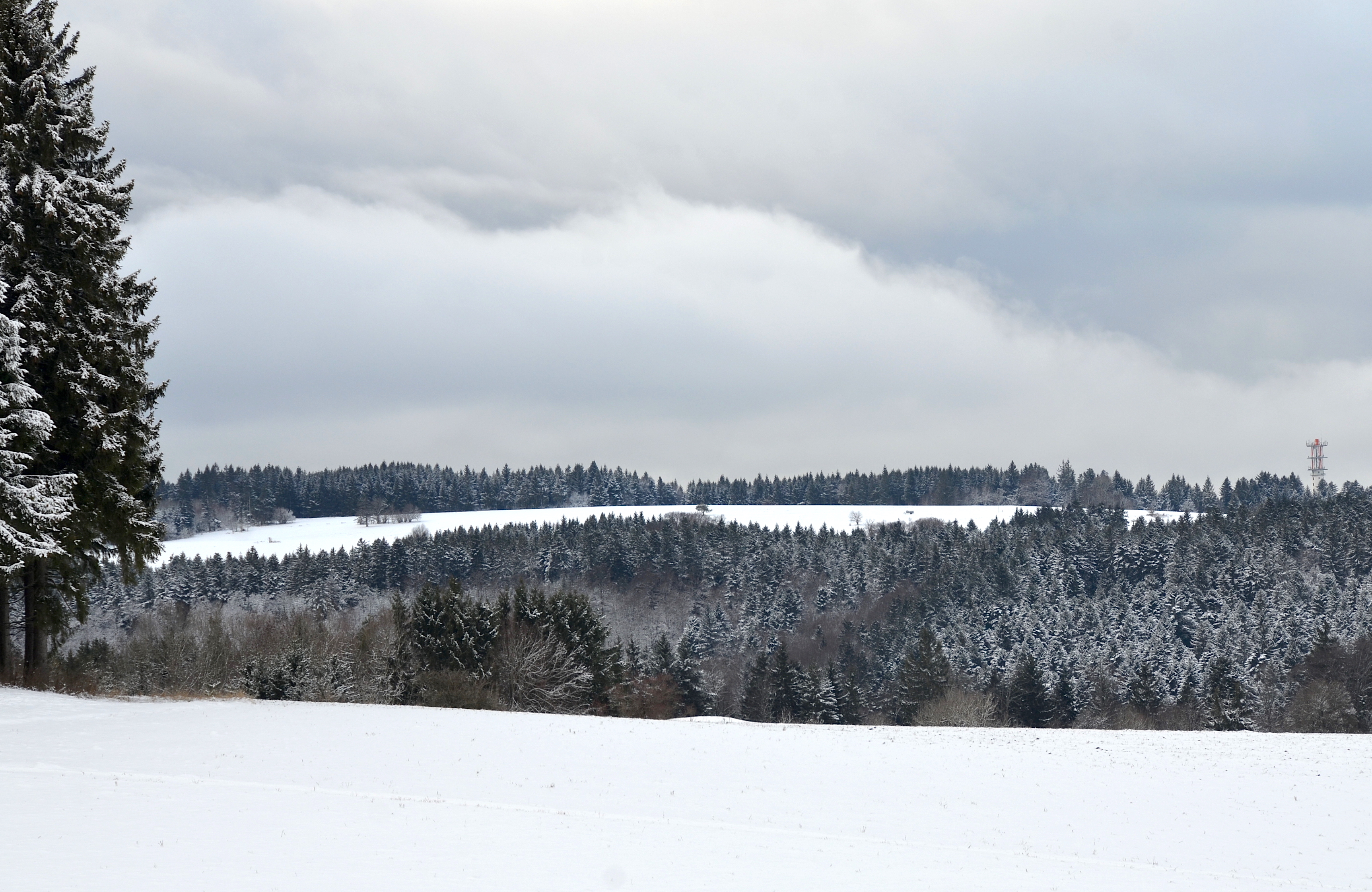
Gipfelkuppe des (4.) Wandbühls
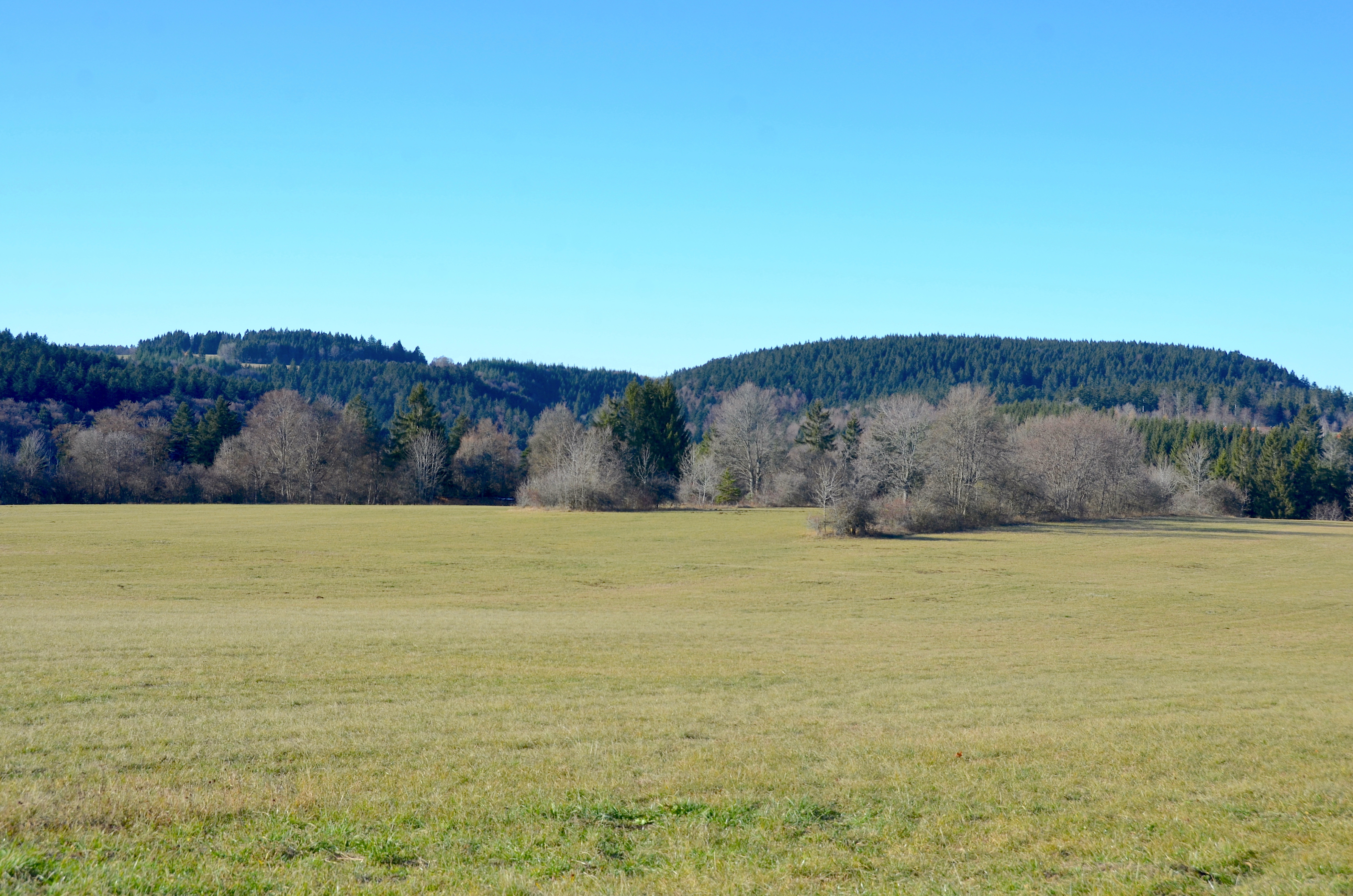
(5.) Rainen rechts und (8.) Bol links
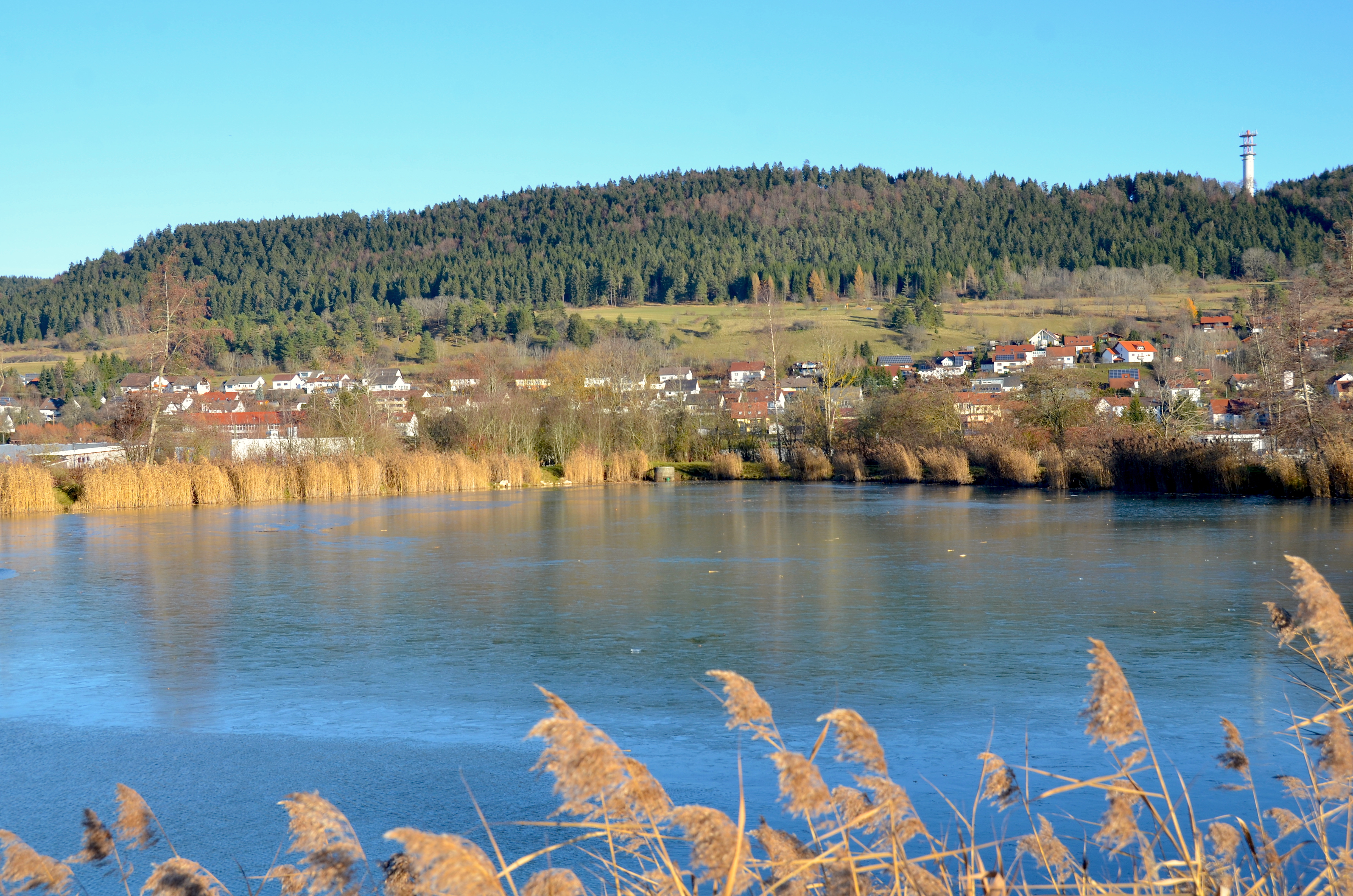
(6.) Montschenloch mit Fernmeldeturm, im Vordergrund der Hummelsee
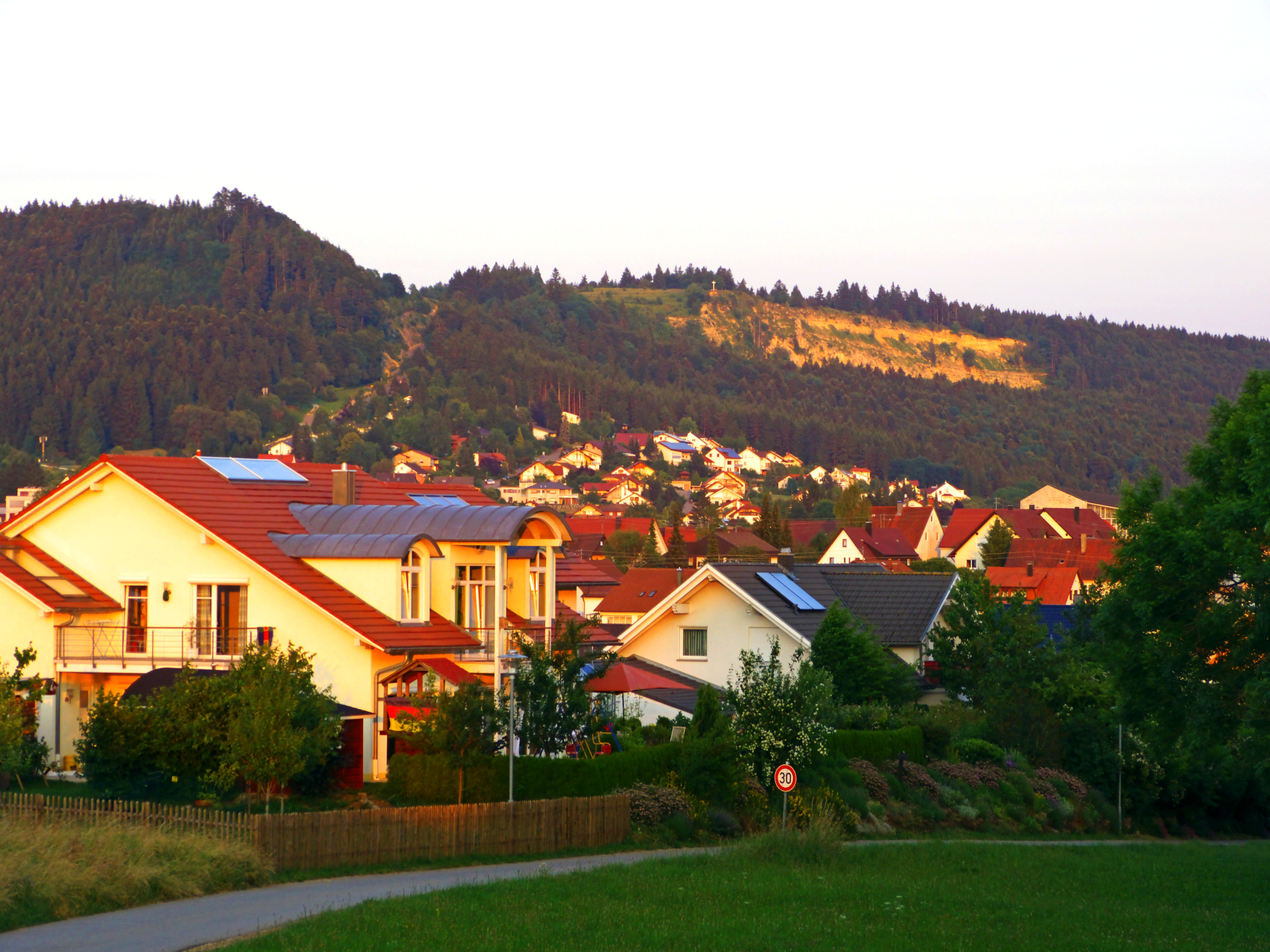
(7.) Hochwald links und (10.) Kehlen rechts
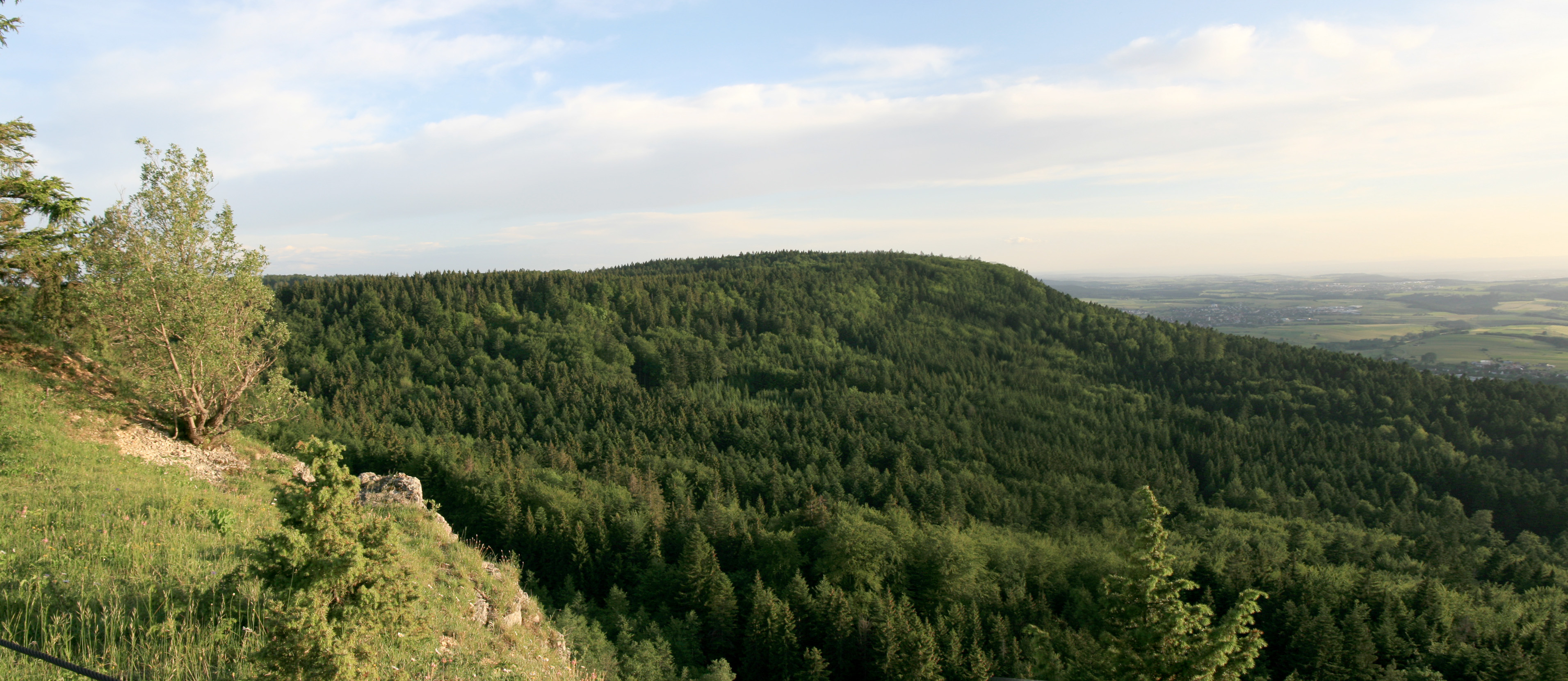
Der (9.) Hummelsberg vom Kehlen aus gesehen